# 4003 Шуман
4003 Шуман (4003 Schumann) — астероїд головного поясу, відкритий 8 березня 1964 року.
Тіссеранів параметр щодо Юпітера — 3,129.
Астероїд названо на честь Роберта Шумана (1810-1856) — видатного німецького композитора-романтика, диригента, музичного критика та громадського діяча.